# 2021 год в истории метрополитена
В этой статье перечисляются основные  события из истории метрополитенов в 2021 году. Полужирным шрифтом выделены открытия новых транспортных систем.

## События

### Первое полугодие

#### Январь
- 1 января: 
  - стоимость проезда в Петербургском метрополитене составила 60 рублей[1].
  - продлена Красная линия Дубайского метрополитена на 4,4 км, открыты 3 станции[2].
  - в Московском метрополитене впервые в   истории России снят запрет на управление поездов женщинами[3][4][5].
- 2 января
  - стоимость разовой поездки в Московском метрополитене по карте «Тройка» составила 42 рубля (на 2 рубля выше прежнего тарифа)[6][7].
  - Продлены линии 8 (+11 станций, 17,6 км) и 11 (+1 станция, 3,7 км) Уханьского метрополитена[8].
- 15 января — Бангалорский метрополитен, продление Зелёной линии, 5,8 км[9].
- 20 января — Чунцинский метрополитен, продление линии 5 (17,9 км) и замыкание кольцевой линии 0 (7,3 км)[10].
- 23 января — Шанхайский метрополитен, новая линия 15 (42,3 км)[11].

#### Февраль
- 14 февраля — Ченнайский метрополитен, продление Голубой линии (8,6 км)[12].
- 17 февраля — в Петербургском метрополитене началась замена аудиозаписей Михаила Быкова на аудиозаписи Александра Кремнёва.
- 22 февраля — Калькуттский метрополитен продление Первой линии (4,2 км)[13].
- 27 февраля — Монтеррейский метрополитен, открытие линии 3 (7,5 км)[14].

#### Март
- 16 марта — Тегеранский метрополитен, продление линии 6[15].
- 26 марта — Цзинаньский метрополитен, открытие линии 2 (36,4 км)[16].
- 27 марта — Сеульский метрополитен, продление линии 5 (3 км)[17].
- 28 марта — открыт Лоянский метрополитен, линия 1 (19 станций, 25,3 км)[18].

#### Апрель
- 1 апреля — открыты станции «Народное Ополчение» и «Мнёвники» в составе Большой кольцевой линии Московского метрополитена[19].
- 16 апреля — Чунцинский метрополитен, открытие новой линии «Chongqing Yunba» (15,4 км)[10].
- 23 апреля — Туринский метрополитен, продление Первой линии (2 станции, 1,7 км)[20].
- 24 апреля — Софийский метрополитен, открыто продление линии 3 (4 станции, «Красное село» — «Горна Баня», 4 км)[21].
- 25 апреля — запущен Тайчжунский метрополитен[22].
- 28 апреля — Гуйянский метрополитен, открытие линии 2 (синей) (32 станции, 40,6 км)[23].

#### Май
- 22 мая — Сеульский метрополитен, продление линии 7 до Инчхона (4,2 км)[17]
- 29 мая — Стамбульский метрополитен, открытие линии 9, 2 км[24].
- 31 мая — Бакинский метрополитен, продление линии 3 на 1 станцию, 1,4 км[25].

#### Июнь
- 1 июня — Дубайский метрополитен, продление Красной линии (9 км)[2].
- 10 июня — в Петербургском метрополитене повторно открыта станция «Зенит», закрытая 2 апреля 2020 года. Во время закрытия станция была переименована из «Новокрестовской» и оформлена в стиле футбольного клуба «Зенит».
- 19 июня — прекращение эксплуатации вагонов 81-740/741 "Русич" на Кольцевой линии Московского метрополитена.
- 25 июня — Сямыньский метрополитен, открытие линии 3 (26,3 км)[26].
- 26 июня — Сюйчжоуский метрополитен, открытие линии 3 (4,7 км)[27].
- 28 июня:
  - Чанчжоуский метрополитен, открытие линии 2 (15 станций, 19,8 км)[28].
  - Метрополитен Ханчжоу, открытие Линии 8 (17,1 км) и пригородной линии до Хайнина (46,5 км)[29].
  - Метрополитен Сучжоу, открытие Линии 5 (34 станции, 44 км)[30].
- 29 июня:
  - Сианьский метрополитен, продление Линии 14 (13,7 км)[31].
  - Чжэнчжоуский метрополитен, продление Линии 3 (4,7 км)[32].

### Второе полугодие

#### Июль
- 5 июля:
  - Манильский метрополитен, продлена Линия 2 (3,8 км)[33].
  - открыт Шаосинский метрополитен, Линия 1 (20,3 км)[34].
- 9 июля:
  - открыта после реконструкции станция «Смоленская» Арбатско-Покровской линии Московского метрополитена, закрытая с 22 февраля 2020 года[35].
  - открыта станция «Музеумзинзель[англ.]» линии U5 Берлинского метрополитена[36].
- 25 июля — Барселонский метрополитен, продление линии L5[37].

#### Август
- 2 августа — Метрополитены Бангкока, открытие Красной линии[38].
- 6 августа — Делийский метрополитен, продление Розовой линии на 1,4 км[39].
- 10 августа — CPTM (Сан-Паулу), продление линии 9 (Изумрудной).[40]
- 26 августа — Пекинский метрополитен, продление линии 7 (1,8 км)[41].
- 28 августа — Сингапурский метрополитен, продление линии Томсон — Восточное побережье, 14 км[42].
- 30 августа — Бангалорский метрополитен, продление Пурпурной линии, 7,5 км.[43].
- 31 августа — упразднение «Метростроя»[44].

#### Сентябрь
- 17 сентября — Метрополитен Ханчжоу, продление Линии 7 и Линии 9 (6 км).[45]
- 18 сентября — Делийский метрополитен, продление Серой линии, 1 км[39]
- 19 сентября — Харбинский метрополитен, открытие Линии 2 (Зелёной), 28,7 км.[46].
- 20 сентября — Лондонский метрополитен, продление Северной линии (3,2 км)[47].
- 28 сентября — Метрополитен Гуанчжоу, открыта экспресс-линия 18 (58,3 км, 8 станций)[48].

#### Октябрь
- 5 октября — наделение АО «Метрострой Северной Столицы» статусом единственного поставщика на проектирование, строительство и реконструкцию объектов инфраструктуры внеуличного транспорта[49].
- 8 октября — Чанчуньский метрополитен, продление линии 2 (3 станции, 4,4 км)[50].
- 30 октября — Легкорельсовый транспорт Ыйджонбу, продление (0,8 км)[51].

#### Ноябрь
- 3 ноября — открыт метрополитен Уху, линия 1 (25 станций, 30,4 км).[52]
- 6 ноября:
  - Метрополитен Ханчжоу, продление линии 6 (9 км)[45]
  - открыт Ханойский метрополитен, одна линия, 12,8 км.[53].
- 7 ноября — Барселонский метрополитен, продление линии L10 Sud (2,4 км)[37].
- 26 ноября — Харбинский метрополитен, продление линии 3 (два участка — 6 км и 16,1 км).[46]

#### Декабрь
- 7 декабря:
  - Тяньцзиньский метрополитен, продление линии 5 (1,9 км)[54].
  - открытие западного, южного и юго-западного участков Большой кольцевой линии Московского метрополитена в составе станций «Терехово», «Кунцевская», «Давыдково», «Аминьевская», «Мичуринский проспект», «Проспект Вернадского», «Новаторская», «Воронцовская», «Зюзино». В составе этого же участка открыта после реконструкции станция «Каховская»[55].
- 16 декабря — Наньнинский метрополитен, открыта линия 5 (17 станций, 20,2 км).[56]
- 17 декабря:
  - Метрополитен Уси, открыта линия 4 (17 станций, 25,4 км)[57].
  - Открыта станция «Вила-Сония» Линии 4 (Жёлтой) метрополитена Сан-Паулу. Продление 1,5 км.
- 18 декабря — Сеульский метрополитен, на линии 8 открыта станция «Namwirye»[58].
- 26 декабря:
  - Хэфэйский метрополитен, открыта линия 4 (30 станций, 41,4 км)[59].
  - Лоянский метрополитен, открыта линия 2 (15 станций, 18,2 км)[60].
  - Открыта Линия 4 (Зелёная) Наньчанского метрополитена (29 станций, 39,6 км)[61].
  - Уханьский метрополитен:
    - открытие Линии 5 (34,6 км).
    - продление Линии 6 (7 км).
    - открытие Линии 16 (31,7 км)[62].
- 28 декабря:
  - Нанкинский метрополитен:
    - продление Линии 2 (5,4 км).
    - открытие пригородной Линии S6 (43,6 км)[63].

  - Метрополитен Нинбо, открытие Линии 5 (27,6 км)[64].
  - Тяньцзиньский метрополитен:
    - открытие Линии 4 (19,4 км).
    - продление Линии 6 (15,3 км)[65].

  - Метрополитен Уху, открытие Линии 2 (15,8 км)[66].
  - Фошаньский метрополитен, открытие Линии 2 (32,4 км)[67].
  - Шэньчжэньский метрополитен, открытие Линии 20 (8,4 км)[68].
- 29 декабря:
  - открыт Канпурский метрополитен в составе одной линии длиной 8,7 км[69].
  - Открыта станция «Жардин-Колониал» Линии 15 (Серебряной) метрополитена Сан-Паулу. Продление 1,7 км[70].
- 30 декабря:
  - Шанхайский метрополитен:
    - открытие Линии 14 (38,2 км).
    - продление Линии 18 (20,1 км)[71].

  - Метрополитен Циндао, продление Линии 1 (38,3 км, включая примерно 4-километровый подводный участок)[72].
- 31 декабря — Пекинский метрополитен:
  - открытие станции «Pingguoyuan» на Линии 6.
  - постройка центрального участка Линии 8, который обеспечит сквозное движение на линии.
  - продление Линий 14, 16, Чанпин (1,5 км), Шоудуцзичан и S1 (0,8 км).
  - открытие Линий 11 (4,2 км с 4 станциями), 17 (16,5 км) и 19 (22,4 км с 6 станциями)[73].

## Происшествия
| Дата       | Метро                      | Погибли | Пострадали | Описание |
| ---------- | -------------------------- | ------- | ---------- | --- |
| 3 мая      | Метрополитен Мехико        | 26      | 79         | На перегоне линии 12 «Оливос» — «Тесонко» на границе районов Истапалапа и Тлауак под проезжающим поездом обрушилась поддерживающая балка эстакады. Эстакада и два последних вагона поезда упали на проспект Тлауак возле станции «Оливос».     |
| 28 июня    | Московский метрополитен    | 0       | 0          | Из-за сильной бури в Москве были затоплены многие улицы, а также наземные участки Филёвской линии, станция «Ясенево» Калужско-Рижской линии, а также другие станции метро, Московского центрального кольца и Московских центральных диаметров. |
| 20 июля    | Чжэнчжоуский метрополитен  | 12      | 5          | Во время наводнения в тоннеле метро был заблокирован поезд. В затопленных вагонах погибли 12 человек. Всего были эвакуированы около 500 человек. Люди находились в воде по плечи около двух часов.                                             |
| 6 сентября | Московский метрополитен    | 0       | 0          | На станции метро «Проспект Вернадского» Сокольнической линии из-за замыкания подвагонного оборудования в головном вагоне типа Русич произошло задымление. До 7 сентября поезда проезжали станцию без остановки                                 |
| 12 октября | Вашингтонский метрополитен | 0       | 1          | Поезд сошёл с рельсов недалеко от станции «Арлингтонское кладбище». |
| 16 ноября  | Афинский метрополитен      | 1       | 2          | Поезд метро столкнулся с локомотивом недалеко от станции «Аттики». |
| 22 декабря | Тегеранский метрополитен   | 0       | 22         | Два поезда столкнулись от станции «Читгар». |